# Pogonia
Pogonia is een geslacht uit de orchideeënfamilie (Orchidaceae) en de onderfamilie Vanilloideae.
Het is een geslacht van ongeveer tien soorten uit de gematigde klimaatzones van Oost-Azië en Noord-Amerika.

## Naamgeving enetymologie
De botanische naam Pogonia is afgeleid van het Oudgriekse πωγωνίας, pōgōnias (bebaard) en slaat op de 'bebaarde' lip van de bloemen.
Engels: Beard flower

## Kenmerken
Pogonia-soorten zijn tot 30 cm hoge, kruidachtige, terrestrische orchideeën. De wortels zijn dun en kruipend, met ver uiteenstaande scheuten. De bloemstengel is slank met halverwege een enkel rechtopstaand blad, tamelijk vlezig of lederachtig.

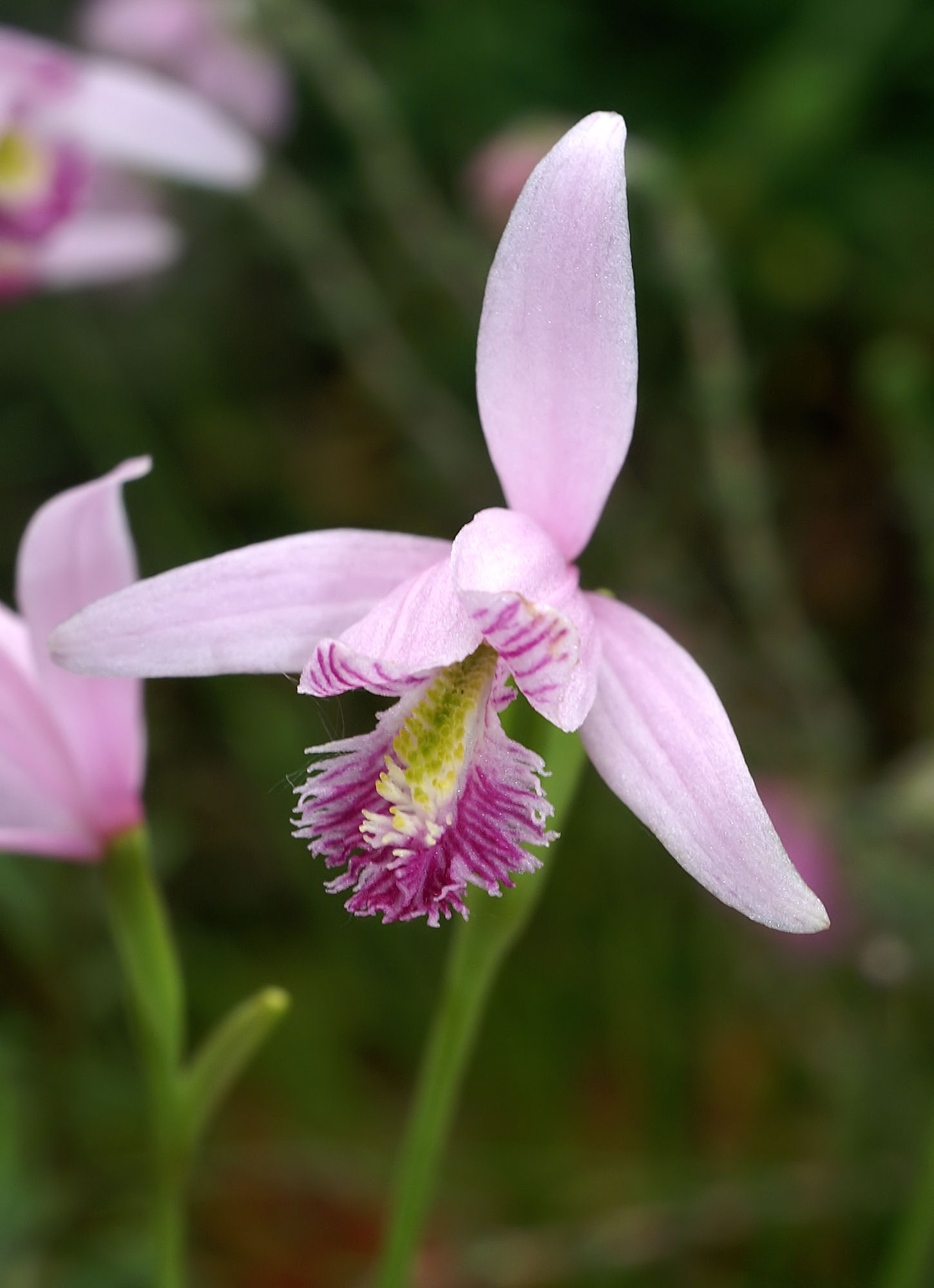
Pogonia ophioglossoides: detail van de bloem met de opvallende lip

De bloeiwijze is een eindstandige tros met een of enkele bloemen. De schutbladeren zijn opvallend groot en lijken op de gewone bladeren.
De bloemen zijn geresupineerd, dus de lip staat onderaan. De lip draagt opvallend gekleurde adaxiale kammen, uitlopend in talrijke cilindrische uitwassen. De randen van de lip zijn gekarteld; het geheel geeft de indruk van een zware baard. Het gynostemium draagt een meeldraad met twee pollinia zonder viscidium en een vlakke stempel.

## Habitaten voorkomen
Pogonia-soorten komen vooral voor in gematigde streken van Oost-Azië. Eén soort, (Pogonia ophioglossoides) komt van nature voor in Noord-Amerika. Ze groeien voornamelijk in moerassen en laagveengebieden.

## Taxonomie
Onderzoek van het rbcL-gen van Pogonia toon aan dat dit geslacht samen met zustergeslacht Isotria en een aantal soorten uit het geslacht Cleistes een monofyletische groep vormen.
De typesoort van Pogonia is Pogonia ophioglossoides (L.) Ker-Gawl. (1816).
Naargelang de gevolgde taxonomie wordt bij Pogonia drie tot dertig soorten ingedeeld. Veel van deze soorten worden tegenwoordig echter bij zustergeslacht Cleistes ingedeeld.
- Soorten:
  - Pogonia japonica Rchb.f. (1852) (China, Japan)
  - Pogonia kungii Tang & F.T.Wang (1934) (China)
  - Pogonia minor Makino (1909) (Japan, Korea, Taiwan)
  - Pogonia ophioglossoides (L.) Ker-Gawl. (1816) (Noord-Amerika)
  - Pogonia parvula Schltr. (1919) (China)
  - Pogonia trinervia (Roxb.) Voigt (1845) (Molukken)
  - Pogonia yunnanensis Finet (1897) (Tibet, China)